# Arcomps
Arcomps és un municipi francès, situat al departament de Cher i a la regió de Centre – Vall del Loira. L'any 2007 tenia 292 habitants.

## Demografia

### Població
El 2007 la població de fet d'Arcomps era de 292 persones. Hi havia 126 famílies, de les quals 48 eren unipersonals (20 homes vivint sols i 28 dones vivint soles), 35 parelles sense fills, 35 parelles amb fills i 8 famílies monoparentals amb fills.
La població ha evolucionat segons el següent gràfic:
Habitants censats

### Habitatges
El 2007 hi havia 174 habitatges, 136 eren l'habitatge principal de la família, 31 eren segones residències i 7 estaven desocupats. 173 eren cases i 1 era un apartament. Dels 136 habitatges principals, 105 estaven ocupats pels seus propietaris, 28 estaven llogats i ocupats pels llogaters i 2 estaven cedits a títol gratuït; 11 tenien dues cambres, 26 en tenien tres, 34 en tenien quatre i 65 en tenien cinc o més. 117 habitatges disposaven pel capbaix d'una plaça de pàrquing. A 71 habitatges hi havia un automòbil i a 53 n'hi havia dos o més.

### Piràmide de població
La piràmide de població per edats i sexe el 2009 era:
| Homes | Edats   | Dones |
| ----- | ------- | ----- |
| 0     | 95 o +  | 0     |
| 0     | 90 a 94 | 0     |
| 0     | 85 a 89 | 8     |
| 4     | 80 a 84 | 4     |
| 0     | 75 a 79 | 4     |
| 4     | 70 a 74 | 4     |
| 20    | 65 a 69 | 4     |
| 24    | 60 a 64 | 16    |
| 4     | 55 a 59 | 16    |
| 8     | 50 a 54 | 8     |
| 16    | 45 a 49 | 0     |
| 8     | 40 a 44 | 20    |
| 12    | 35 a 39 | 0     |
| 8     | 30 a 34 | 20    |
| 4     | 25 a 29 | 12    |
| 12    | 20 a 24 | 8     |
| 12    | 15 a 19 | 0     |
| 4     | 10 a 14 | 4     |
| 4     | 5 a 9   | 12    |
| 8     | 0 a 4   | 8     |

## Economia
El 2007 la població en edat de treballar era de 178 persones, 121 eren actives i 57 eren inactives. De les 121 persones actives 104 estaven ocupades (57 homes i 47 dones) i 17 estaven aturades (10 homes i 7 dones). De les 57 persones inactives 25 estaven jubilades, 12 estaven estudiant i 20 estaven classificades com a «altres inactius».

### Ingressos
El 2009 a Arcomps hi havia 134 unitats fiscals que integraven 293 persones, la mediana anual d'ingressos fiscals per persona era de 14.992 €.

### Activitats econòmiques
Dels 13 establiments que hi havia el 2007, 2 eren d'empreses de fabricació d'altres productes industrials, 1 d'una empresa de construcció, 4 d'empreses de comerç i reparació d'automòbils, 1 d'una empresa de transport, 1 d'una empresa d'informació i comunicació, 1 d'una empresa financera, 1 d'una empresa immobiliària i 2 d'empreses de serveis.
Dels 3 establiments de servei als particulars que hi havia el 2009, 2 eren tallers de reparació d'automòbils i de material agrícola i 1 paleta.
L'any 2000 a Arcomps hi havia 23 explotacions agrícoles que ocupaven un total de 1.365 hectàrees.

## Equipaments sanitaris i escolars
El 2009 hi havia una escola elemental integrada dins d'un grup escolar amb les comunes properes formant una escola dispersa.

## Poblacions més properes
El següent diagrama mostra les poblacions més properes.